# Sekhukhune United Football Club
Il Sekhukhune United Football Club, meglio noto come Sekhukhune United o Sekhukhune, è una società calcistica sudafricana con sede nella città di Polokwane. Milita nella Premier Division, la massima serie del campionato sudafricano.

## Storia
Il club è stato fondato il 1º luglio 2020 nella città di Kempton Park, nella provincia di Gauteng in Sudafrica.
Il club ha acquisito il diritto di militare nella National First Division, la seconda divisione della graduatoria nazionale dal Tshakhuma Tsha Madzivhandila FC.
Nel suo primo anno di esistenza il club ha vinto la competizione, conseguendo dunque la promozione nella massima serie.
Nella loro prima stagione in massima serie, hanno concluso all'11º posto in classifica. Nella stagione 2022-23 hanno concluso al 7º posto nel massimo livello e hanno disputato la finale della Coppa del Sudafrica, nella quale sono stati sconfitti dagli Orlando Pirates.
Nella stagione 2023-2024 hanno terminato al quarto posto della classifica, ottenendo dunque una storica qualificazione alla Coppa della Confederazione CAF 2024-2025.
Inoltre hanno avuto l'accesso alla MTN 8 2024, nella quale sono stati eliminati al primo turno dai Cape Town Spurs.

## Strutture

### Stadio
Lo Sekhukhune United disputa le proprie partite casalinghe al Peter Mokaba Stadium, di Polokwane.

## Allenatori e presidenti
- 2020-2021  Johnny Ferreira (lug.-gen.)

 MacDonald Makhubedu (gen.-giu.)
 Kaitano Tembo
- 2021-2022  MacDonald Makhubedu (gen.-giu.)
- 2022-2023  Kaitano Tembo (giu.)

  Brandon Truter
- 2023-2024  Brandon Truter

 Lehlohonolo Seema
- 2024-2025  Peter Hyballa

 MacDonald Makhubedu
 Lehlohonolo Seema
- 2025-2026  Erik Tinkler

- 2020-  Simon Malatji

## Palmarès

### Competizioni nazionali
- National First Division: 1

2020-2021

## Organico

### Rosa 2024-2025
Aggiornata al 6 agosto 2024.
| N. |                      | Ruolo | Calciatore           |
| -- | -------------------- | ----- | -------------------- |
| 1  | Namibia (bandiera)   | P     | Lloyd Kazapua        |
| 4  | Sudafrica (bandiera) | D     | Daniel Cardoso       |
| 5  | Sudafrica (bandiera) | D     | Ryan Baartman        |
| 6  | Sudafrica (bandiera) | C     | Lehlohonolo Mtshali  |
| 7  | Sudafrica (bandiera) | A     | Keletso Makgalwa     |
| 8  | Sudafrica (bandiera) | C     | Jamie Webber         |
| 10 | Sudafrica (bandiera) | A     | Vusimuzi Mncube      |
| 12 | Sudafrica (bandiera) | A     | Shaune Mogaila       |
| 13 | Sudafrica (bandiera) | A     | Abbey Seseane        |
| 14 | Sudafrica (bandiera) | D     | Sikhosonke Langa     |
| 15 | Sudafrica (bandiera) | C     | Siphesihle Mkhize    |
| 16 | Sudafrica (bandiera) | P     | Renaldo Leaner       |
| 18 | Sudafrica (bandiera) | C     | Thabang Monare       |
| 21 | Sudafrica (bandiera) | C     | Relebogile Mokhuoane |

| N. |                           | Ruolo | Calciatore        |
| -- | ------------------------- | ----- | ----------------- |
| 23 | Sudafrica (bandiera)      | C     | Linda Mntambo     |
| 25 | Sudafrica (bandiera)      | C     | Miguel Dias       |
| 27 | Sudafrica (bandiera)      | D     | Katlego Mkhabela  |
| 28 | Sudafrica (bandiera)      | D     | Njabulo Ngcobo    |
| 29 | RD del Congo (bandiera)   | D     | Trésor Yamba      |
| 30 | Costa d'Avorio (bandiera) | P     | Badra Ali Sangaré |
| 34 | Nigeria (bandiera)        | A     | Chibuike Ohizu    |
| 35 | Sudafrica (bandiera)      | D     | Pogiso Mahlangu   |
| 40 | Sudafrica (bandiera)      | C     | Kgomotso Mosadi   |
| 48 | Sudafrica (bandiera)      | A     | Keletso Sifama    |
|    | Lesotho (bandiera)        | C     | Teboho Letsema    |
|    | Sudafrica (bandiera)      | A     | Tiklas Thutlwa    |
|    | Sudafrica (bandiera)      | A     | Zaphaniah Mbokoma |
|    | RD del Congo (bandiera)   | A     | Andy Boyeli       |